# William Billings
William Billings (ur. 7 października 1746 w Bostonie, zm. 26 września 1800 tamże) – amerykański kompozytor.

## Życiorys
Terminował jako pomocnik garbarza, muzyki nauczył się samodzielnie czytając pisma Williama Tans’ura. Działał na terenie Nowej Anglii, popularyzując religijny śpiew chóralny, kształcił amatorów w śpiewaniu 4-głosowych psalmów i hymnów. Nie był w stanie jednak utrzymać się z muzyki na przyzwoitym poziomie, zmarł w biedzie.
Był pierwszym profesjonalnym kompozytorem urodzonym w Ameryce. Opublikował zbiory kompozycji chóralnych  The New-England Psalm-Singer (1770), The Singing Master’s Assistant (1778), Music in Miniature (1779), The Psalm-Sittger’s Amusement (1781), The Suffolk Harmony (1786) i The Continental Harmony (1794). Jego utwory cechują się odejściem od wzorców angielskich, wprowadzona zostaje w nich imitacyjność, żywsza melodyka, szorstkie brzmienia i elementy świeckie.
Zainteresowanie twórczością Billingsa wzrosło w czasach współczesnych. Do jego kompozycji nawiązywali w swoich utworach Henry Cowell, William Schuman i John Cage.